# Flugplatz Dijon-Darois

i7
i11
i13
Der Flugplatz Dijon-Darois (ICAO-Code: LFGI) liegt etwa zehn Kilometer nordwestlich von Dijon (Frankreich) am südöstlichen Ortsrand des Dorfes Darois auf einer Höhe von 483 m AMSL. Er war seit 1959 Werksflugplatz des bekannten Flugzeugherstellers Robin, dessen Nachfolger CEAPR dort noch heute seinen Sitz hat.

## Flugbetrieb und Infrastruktur
Der Flugplatz ist nur für den Sichtflugverkehr ausgelegt, Anflughilfen und Landebahnbefeuerung sind nicht vorhanden. Ortsansässige Piloten dürfen jedoch Nachtflüge durchführen. Er ist für Motor-, Ultraleicht- und Segelflugzeuge sowie Hubschrauber zugelassen.
Den Piloten stehen dabei zwei parallele, etwa in nord-südlicher Richtung (02/20) verlaufende Start- und Landebahnen zur Verfügung: Eine 800 m lange befestigte und eine 780 m lange grasbewachsene Piste. Eine befestigte Rollbahn verbindet diese mit dem im Westen gelegenen Vorfeld.

## Nutzung

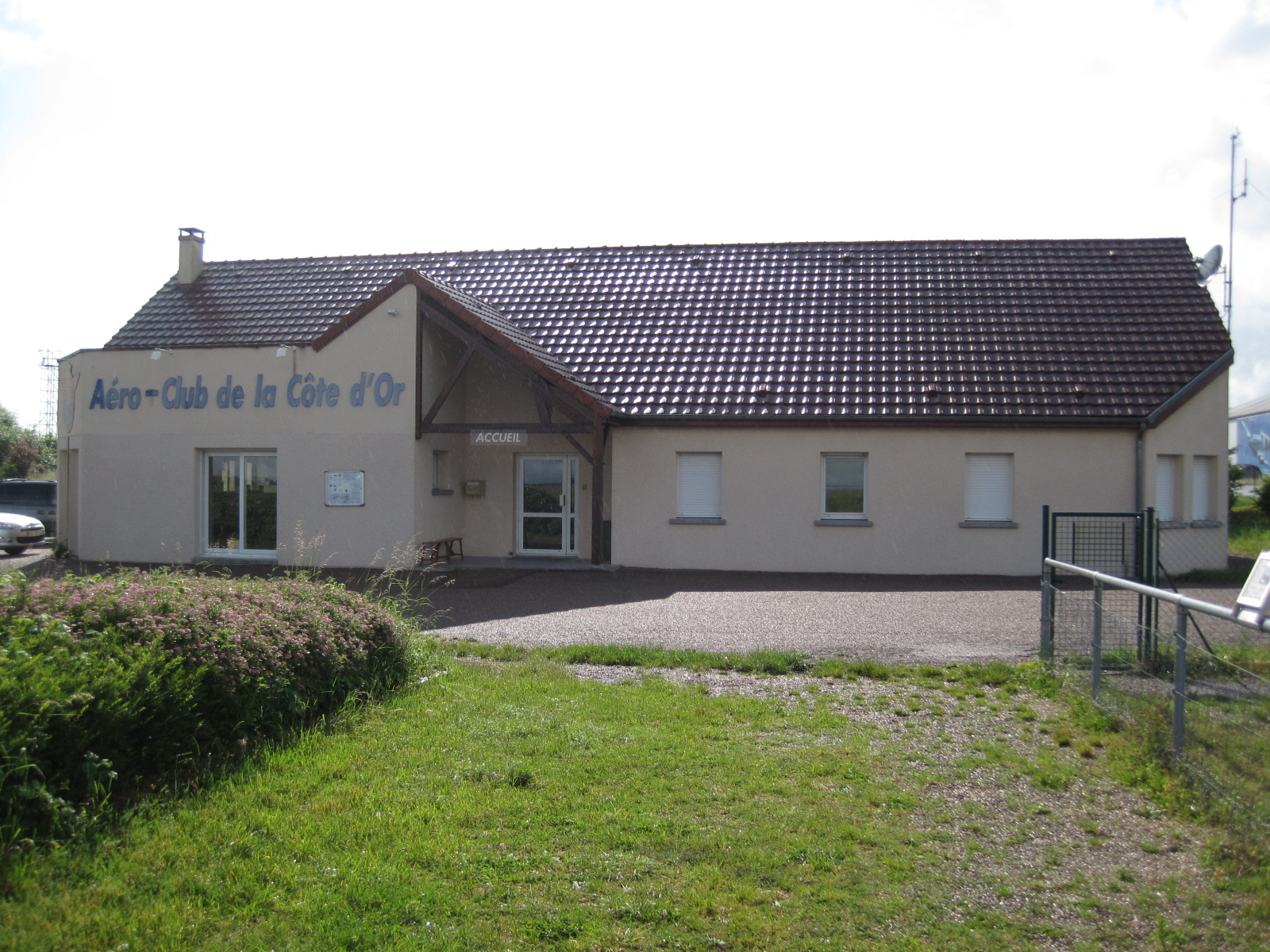
Gebäude des Aéroclub de la Côte-d’Or

Außer durch den Werksverkehr wird der Flugplatz seit 1957 vom Luftsportverein Aéroclub de la Côte-d’Or genutzt. Dieser betreibt dort auch eine Flugschule für Motorflieger, Ultraleichtflieger und Helikopterpiloten.